# Теория гравитации Уайтхеда
Теория гравитации Уайтхеда — теория гравитации, разработанная английским математиком и философом Альфредом Нортом Уайтхедом в 1922 году. Относится к числу альтернативных теорий гравитации.

## Основные черты теории
По оценке канадского физика Клиффорда Уилла теория Уайтхеда основана на априорных геометрических построениях, противоположную точку зрения высказал Дин Фаулер, полагавший, что это противоречит философии природы Уайтхеда: для Уайтхеда, геометрическая структура Вселенной «вырастает» из фактически существующих отношений между объектами. Теория гравитации Уайтхеда, согласно оценке Фаулера, является альтернативной, математически эквивалентной общей теории относительности.
Согласно интерпретации теории Уайтхеда, представленной Уиллом (и, в свою очередь, порождённой интерпретацией теории Уайтхеда ирландского математика Д. Синга), эта теория имеет любопытную особенность, а именно — по Уайтхеду, электромагнитные волны распространяются вдоль нулевых геодезических линий физического пространства-времени, в то время как гравитационные волны распространяются вдоль нулевых геодезических линий плоскости, представленной метрическим тензором пространства Минковского. Гравитационный потенциал может быть описан полностью в терминах волн плоскости, представленной метрическим тензором, подобно потенциалам Лиенара — Вихерта для уравнений Максвелла.
Космологическая постоянная может быть введена путём изменения базовой метрики на метрику де Ситтера или анти-де Ситтера, это было впервые предложено Д. Темплом в 1923 году. Подход Д. Темпла подверг критике К. Рейнер в 1955 году.

## Проверка теории Уайтхеда
Теория Уайтхеда для точечной массы в вакууме эквивалентна метрике Шварцшильда, поэтому из неё выводятся те же следствия, что и из общей теории относительности (гравитационное красное смещение, отклонение света, смещение перигелия Меркурия, эффект Шапиро), и в течение нескольких десятилетий она рассматривалась в научном сообществе как жизнеспособный конкурент общей теории относительности.
В 1971 году К. Уилл обнаружил, что теория Уайтхеда предсказывает явления, касающиеся океанских приливов на Земле (предложенные ему Джимом Пиблсом), которые имеют огромные расхождения с реально наблюдаемыми явлениями (в частности, теория Уайтхеда предсказывает «звёздный прилив», вызванный гравитационным полем Млечного Пути, который должен быть в сотни раз сильнее, чем солнечные и лунные приливы), что опровергает эту теорию. Как уже упоминалось, интерпретация Уилла теории Уайтхеда была раскритикована К. Фаулером, который утверждал, что различные приливные прогнозы могут быть получены с помощью более реалистичной модели галактики.
В 1989 году была предложена новая интерпретация теории Уайтхеда, которая элиминирует эффект ненаблюдаемого «звездного прилива», но, в свою очередь, предсказывает новый ненаблюдаемый эффект — эффект Нордведта.
Общий консенсус в настоящее время состоит в том, что теория Уайтхеда в её изначальной форме опровергнута наблюдениями.